# Čokori
Čokori (cyr. Чокори) – wieś w Bośni i Hercegowinie, w Republice Serbskiej, w mieście Banja Luka. W 2013 roku liczyła 192 mieszkańców.